# Saison 1989-1990 du MO Constantine
Chronologie
Saison précédente Saison suivante
Cet article fournit diverses informations sur la saison 1989-1990 du MO Constantine dans la Division 1.

## Championnat

### Classement
Le classement est établi sur le barème de points suivant : une victoire vaut 2 points, un match nul 1 point et une défaite 0 point.
| Rang | Équipe           | Pts | J  | G  | N  | P  | Bp | Bc | Diff |
| ---- | ---------------- | --- | -- | -- | -- | -- | -- | -- | ---- |
| 1    | JS Kabylie T     | 39  | 30 | 17 | 5  | 8  | 41 | 16 | +25  |
| 2    | MC Oran          | 36  | 30 | 14 | 8  | 8  | 46 | 27 | +19  |
| 3    | MC Alger         | 34  | 30 | 11 | 12 | 7  | 27 | 20 | +7   |
| 4    | ASM Oran         | 33  | 30 | 12 | 9  | 9  | 31 | 23 | +8   |
| 5    | ES Sétif P C     | 32  | 30 | 12 | 8  | 10 | 33 | 30 | +3   |
| 6    | JS Bordj Menaïel | 32  | 30 | 11 | 10 | 9  | 31 | 33 | -2   |
| 7    | RC Kouba         | 29  | 30 | 10 | 9  | 11 | 27 | 27 | 0    |
| 8    | CR Belcourt P    | 29  | 30 | 9  | 11 | 10 | 16 | 21 | -5   |
| 9    | USM Bel-Abbès    | 28  | 30 | 9  | 10 | 11 | 19 | 22 | -3   |
| 10   | JSM Tiaret       | 28  | 30 | 10 | 8  | 12 | 29 | 33 | -4   |
| 11   | USM Annaba       | 28  | 30 | 9  | 10 | 11 | 27 | 35 | -8   |
| 12   | USM El Harrach   | 28  | 30 | 10 | 8  | 12 | 28 | 35 | -7   |
| 13   | AS Aïn M'lila    | 28  | 30 | 8  | 12 | 10 | 20 | 28 | -8   |
| 14   | MO Constantine   | 27  | 30 | 11 | 5  | 14 | 22 | 35 | -13  |
| 15   | RC Relizane      | 26  | 30 | 7  | 12 | 11 | 33 | 31 | +2   |
| 16   | USM Alger        | 23  | 30 | 8  | 7  | 15 | 23 | 39 | -16  |

Résultat
- Qualifié pour la Coupe des clubs champions 1991
- Qualifié pour la Coupe des coupes 1991

Relégation
- Relégation en Division 2

Abréviations
T : Tenant du titre

C : Vainqueur de la Coupe d'Algérie 1988-1989

P : Promus de Division 2

## Coupe
La coupe d'Algérie a été interrompue à l'issue des huitièmes de finale saison 1988- 1989. Elle reprendra la saison suivante (1989 - 1990 ) au niveau des quarts de finale .